# Kapelle Barkhausen

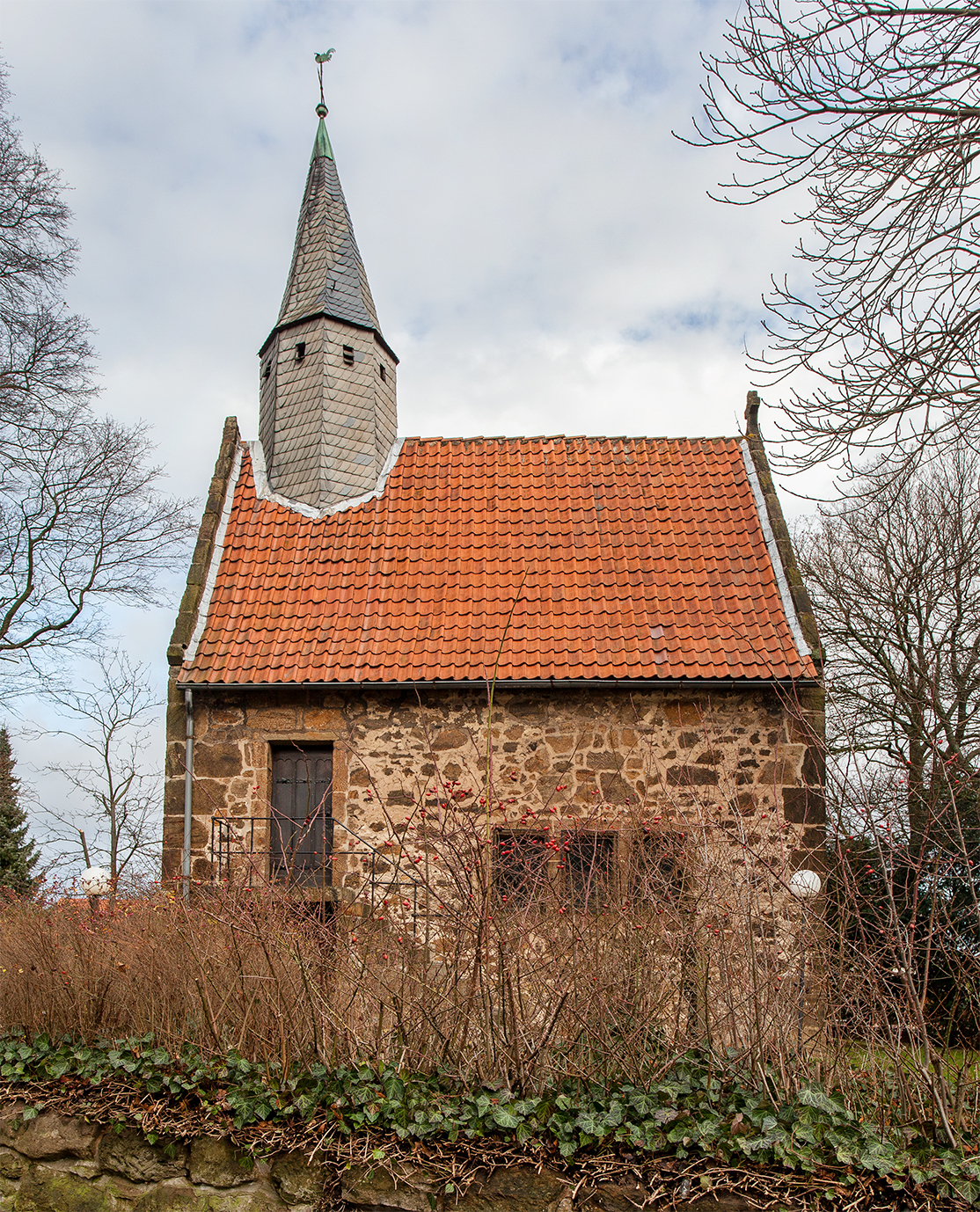
Kapelle Barkhausen

Die Evangelische Kapelle Barkhausen steht in Barkhausen, einem Stadtteil der ostwestfälischen Stadt Porta Westfalica im Kreis Minden-Lübbecke von Nordrhein-Westfalen. Sie gehört zur evangelischen Kirche Barkhausen.

## Beschreibung
Die Kapelle wurde im 16. Jahrhundert erbaut. Das mit Ecksteinen versehene rechteckige Langhaus der Saalkirche aus Bruchsteinen ist mit einem Satteldach bedeckt, das im 17. Jahrhundert einen achteckigen, schiefergedeckten Dachreiter erhielt, der mit einem achtseitigen Knickhelm bedeckt ist. Der mit Emporen ausgestattete Innenraum, ist mit einer hölzernen Flachdecke überspannt. Zur Kirchenausstattung gehört ein spätgotisches Altarretabel mit Darstellung von Szenen aus der Passion Christi, das im 20. Jahrhundert neu gerahmt wurde.